# 155 a. C.
El año 155 a.C. fue un año del calendario romano prejuliano. En el Imperio romano, fue conocido como el año 599 Ab Urbe condita.

## Acontecimientos

### Por lugar

#### República Romana
- Como parte de los esfuerzos romanos para conquistar y ocupar completamente toda la Iliria, un ejército, bajo el mando de Publio Cornelio Escipión Nasica Córculo y Cayo Marcio Fígulo, ataca a los dálmatas y conquista la capital, Delminium. En reconocimiento de su victoria, a Córculo se le concede un triunfo en Roma.[cita requerida]

#### Bactriana
- Menandro I comienza su reinado sobre el Reino indogriego. Sus territorios cubren los dominios orientales del dividido imperio griego de Bactriana (Panjshīr y Kāpīsā) y se extienden sobre la actual provincia de Pakistán Punyab, la mayoría de los territorios indios de Punyab, Himachal Pradesh y la región de Jammu. Se considera que su capital debió haber sido Sagala, una próspera ciudad en el norte de Punyab, que se cree es la actual Sialkot.

## Fallecimientos
- Emperatriz Dowager Bo, concubina imperial del emperador Liu Bang de la dinastía Han

- Datos: Q46341